# Solveig von Schoultz-tävlingen
Solveig von Schoultz-tävlingen är en finländsk litteraturtävling instiftad 2004 och uppkallad efter författaren Solveig von Schoultz. Tävlingens syfte är att främja intresset för skönlitterärt författarskap. Prisnämnden är tillsatt av Svenska folkskolans vänner och tävlingen är avsedd för 30 år fyllda finländare som skriver på svenska. Vartannat år kan noveller lämnas som tävlingsbidrag, vartannat år dikter. Tävlingstiden går ut i mitten av april, och prisutdelningen sker i september. Förstapriset uppgår till 5 000 euro. År 2018 inlämnades 96 bidrag och år 2019 71 bidrag. För under 30-åringar finns den motsvarande Arvid Mörne-tävlingen som instiftades 1986.

## Pristagare[4]

### 2004 (dikter)
- Förstapris: Anna Gullichsen, Sjundeå
- Andrapris: Gun Anderssén-Wilhelms, Pedersöre
- Tredjepris: Camilla Lindberg, Tenala

### 2005 (noveller)
- Förstapris: Mia Franck, Åbo
- Andrapris: Olav Lönnbäck, Karleby
- Tredjepris: Camilla Ahlström-Taavitsainen, Helsingfors

### 2006 (dikter)
- Förstapris: Utdelades inte
- Andrapris: Mary Kuusisto, Ekenäs
- Tredjepris: Rebecca Crichton-Nylund, Kvevlax

### 2007 (noveller)
- Förstapris: Katherine Laurent, Åbo
- Andrapris: Monica Fjällström, Pargas
- Tredjepris: Monica Cleve, Helsingfors

### 2008 (dikter)
- Förstapis: Katarina von Numers-Ekman, Kyrkslätt
- Andrapris: Christel Sundqvist, Vasa
- Tredjepris: Katherine Laurent, Åbo

### 2009 (noveller)
- Förstapris: Solveig Eriksson, Helsingfors
- Andrapris: (Delat) Iris Backlund, Esbo och Maria Lönnberg, Esbo
- Tredjepris: Maria Grundvall, Helsingfors

### 2010 (dikter)
- Förstapris: Katarina Schmidt, Helsinfors
- Andrapris: Lotta Wilenius, Karis
- Tredjepris: Ulrika Gustafsson, Hägersten

### 2011 (noveller)
- Förstapris: Ulf Överfors, Jakobstad
- Andrapris: Ann-Helen Berg, Åbo
- Tredjepris: Ida Fellman, Helsingfors

### 2012 (dikter)
- Förstapris: Karin Erlandsson, Mariehamn
- Andrapris: Sonja Nyström, Åbo
- Tredjepris: Kristian Brunell, Jakobstad

### 2013 (noveller)
- Förstapris: Ann-Sofi Carlsson, Vasa
- Andrapris: Solveig Eriksson, Helsinfors
- Tredjepris: Ann-Christine Snickars, Åbo

### 2014 (dikter)
- Förstapris: Sebastian Johans, Uppsala/Mariehamn
- Andrapris: Åsa-Maria Berg Levinsson, Fristad
- Tredjepris: Lisa Sjöholm, Stockholm

### 2015 (noveller)
- Förstapris: Susann Uggeldahl, Esbo
- Andrapris: Maria Rönnqvist, Jakobstad
- Tredjepris: John Christian Nordman, Pörtom

### 2016 (dikter)[5]
- Förstapris: Rickard Eklund, Vörå
- Andrapris: Malin Slotte, Helsingfors
- Tredjepris: Camilla Thelestam, Helsingfors

### 2017 (noveller)
- Förstapris: Mats Backström, Jakobstad
- Andrapris: Maria Kallio, Korsholm
- Tredjepris: Ulrika Hansson, Helsingfors

### 2018 (dikter)[3]
- Förstapris:  Lotta Palmgren, Åbo
- Andrapris: Isabella Grüssner-Sarling, Pålsböle
- Tredjepris: Johanna Evenson, Hammarland

### 2019 (noveller)[2]
- Förstapris: Otto Donner, Helsingfors
- Andrapris: Cecilia Langels, Vasa
- Tredjepris: Marika Aminoff-Sundell, Esbo

### 2020 (dikter)[6]
- Förstapris: Annakaisa Suni, Helsingfors/Stockholm
- Andrapris: Gunilla Malm, Helsingfors
- Tredjepris: Sara Ebersson , Mariehamn

### 2021 (noveller)[7]
- Förstapris: Louise Agnesdotter, Helsingfors
- Andrapris: Michael Hancock, Eckerö
- Tredjepris: Barbro Björkfelt, Åbo/Helsingfors

### 2022 (dikter)[8]
- Förstapris: Tiina Pitkäjärvi, Berlin
- Andrapris: Ricky Lindén, Närpes
- Tredjepris: Hannele Luhtasela, Malax

### 2023 (noveller)[9]
- Förstapris: Ulrika Nettelblad, Mariehamn
- Andrapris: Jessika Kriss Holmlund, Åbo
- Tredjepris: Marie Metso, Malmö

### 2024 (dikter)[10]
- Förstapris: Aja Lund, Jakobstad
- Andrapris: Sofia Rönn, Skaftung
- Tredjepris: Lotta Djupsund, Vasa